# Villers, Vosges
Villers är en kommun i departementet Vosges i regionen Grand Est (tidigare regionen Lorraine) i nordöstra Frankrike. Kommunen ligger i kantonen Mirecourt som tillhör arrondissementet Neufchâteau. År 2022 hade Villers 189 invånare.

## Befolkningsutveckling
Antalet invånare i kommunen Villers
| Referens: INSEE |